# Me gustas tú

Me gustas tú (en français Tu me plais) est une chanson de Manu Chao, 2e single extrait de son album Próxima Estación: Esperanza sorti en 2001.
C'est une des chansons les plus populaires de Manu Chao, tube de l'été 2001,. Elle a été no 3 en Belgique, no 2 en France, et no 1 en Italie, ainsi qu'en Espagne. Elle a été no 22 au classement annuel en France en 2001.
La structure de la chanson est relativement simple, basée sur trois accords de guitare. Les paroles évoquent les différentes choses agréables de la vie ; les paroles sont en espagnol, avec quelques phrases en français dans le refrain.
Les textes parlés « Doce de la noche en La Habana, Cuba. Once de la noche en San Salvador, El Salvador. Once de la noche en Managua, Nicaragua. » sont un hommage à la station de radio cubaine Radio Reloj (es).
La chanson figure sur la BO du film Il était une fois au Mexique... Desperado 2 de Robert Rodriguez, ainsi que sur celle de Pas si grave de Bernard Rapp.
En 2024 elle est reprise par Draco Rosa (en). 